# Butuan
Butuan é uma cidade de primeira classe de renda da cidade na província Caraga, nas Filipinas. De acordo com o censo de 1 maio  de  2020 possui uma população de 372 910 pessoas e 89 408 domicílios.